# Acacia colubrina
Acacia colubrina é uma espécie de leguminosa do gênero Acacia, pertencente à família Fabaceae.